# Изабелла Арагонская (королева Португалии)
Изабе́лла Араго́нская, принце́сса Астури́йская (порт. Isabel de Aragão e Castela; 1 октября 1470, Дуэньяс — 23 или 24 августа 1498, Сарагоса) — королева Португалии, старшая дочь короля Арагона Фердинанда II и королевы Кастилии Изабеллы I, брак которых привёл к объединению Испании в единое государство.

## Ранняя жизнь
Изабелла родилась 1 октября 1470 года в Дуэньясе в семье будущего короля Арагона Фердинанда II и будущей королевы Кастилии и Леона Изабеллы I; была старшей из семи детей пары. Родители девочки были троюродными братом и сестрой. Изабелла родилась в период, когда её мать и дядя-король находились в сложных отношениях из-за того, что брак между Изабеллой и Фердинандом был заключён без согласия кастильского короля. Изабелла I была лишена прав на кастильскую корону, однако после смерти Энрике IV она объявила о своих правах, а её дочь Изабелла была названа наследницей трона.
Первые годы жизни Изабеллы прошли в период Войны за кастильское наследство, поскольку Энрике IV не назвал конкретного наследника. Борьба за престол шла между Изабеллой I и её племянницей Хуаной Кастильской, которая была известна под прозвищем ла Бельтранеха из-за слухов о том, что она была внебрачным ребёнком супруги Энрике IV Жуаны Португальской и её любовника Бельтрана де ла Куэва. Король Португалии Афонсу V выступил на стороне племянницы и, таким образом, Изабелла I и Фердинанд II вынуждены были вступить в войну.
Во время войны маленькая принцесса жила в Сеговии, которая первоначально находилась под управлением Андреса Кабреры и его жены Беатрис де Бобадильи. Жители города, недовольные новой администрацией, восстали и взяли управление городом в свои руки. Семилетняя принцесса оказалась запертой в башне Алькасара в течение некоторого времени, пока её мать не вернулась в Сеговию и не взяла ситуацию под контроль.
Война завершилась в 1479 год заключением Алкасовашского договора. Одним из условий этого договора было заключение брака между принцессой Изабеллой и внуком Афонсу V, Афонсу Португальским, который был на пять лет младше Изабеллы. Договором также предусматривалось, что Фердинанд и Изабелла дадут дочери большое приданое, а сама принцесса будет находиться в Португалии в качестве гарантии того, что её родители будут соблюдать условия договора. В 1480 году принц Афонсу вместе с бабушкой по материнской линии поселился в Море; десятилетняя Изабелла присоединилась к будущему мужу в начале следующего года. Изабелла провела в Португалии три года, а затем вернулась домой.
Значительную часть своей юности Изабелла провела в походах с родителями, которые покоряли оставшиеся мусульманские государства на юге Испании. Так, она сопровождала мать во время принятии капитуляции Басы.

## Браки
Весной 1490 года в Севилье был заключён брак по доверенности между Изабеллой и Афонсу — единственным сыном и наследником короля Португалии Жуана II и Леоноры Ависской. 19 ноября того же года Изабелла прибыла в Бадахос, где её поприветствовал дядя Афонсу, Мануэл, который позднее станет королём Португалии и вторым мужем самой Изабеллы. Афонсу и Изабелла воссоединились в Элваше 22 ноября и на следующий день в монастыре Эворы принцесса встретилась со своей свекровью, королевой Леонорой; в Эворе был ратифицирован брачный договор, подписанный ранее в Севилье.
Несмотря на то, что это был брак по расчёту, супруги любили друг друга. Кроме того, Изабелла оказалась весьма популярной фигурой в португальской королевской семье благодаря тому, что принцесса имела неплохие познания в языке и обычаях, которые она приобрела ещё в детские годы. Счастливая супружеская жизнь Изабеллы окончилась в июле 1491 года, когда Афонсу погиб, упав с лошади. Принцесса была убита горем и позже убедила себя, что Господь пожелал смерти её молодого супруга из-за того, что в Португалии получило убежище множество евреев, изгнанных из Испании родителями самой Изабеллы.
По просьбе родителей Изабеллу отправили обратно в Испанию. Принцесса вернулась на родину искренне религиозной и объявила о строгом посте и самобичевании, которым Изабелла собиралась подвергать себя до конца жизни в знак траура по Афонсу. Она также заявила, что никогда больше не выйдет замуж. Родители, казалось, смирились с таким решением дочери, однако после смерти короля Португалии Жуана II в 1495 году, его преемником стал брат его жены Мануэл I, который сразу же стал просить руки Изабеллы. Фердинанд II и Изабелла I, пожалуй, уважали желание дочери и предложили Мануэлу в качестве жены другую свою дочь, Марию, но король отказался. Ситуация оставалась сложной вплоть до того момента, когда принцесса Изабелла дала согласие на брак при условии, что Мануэл изгонит из Португалии всех евреев, не перешедших в христианство. Мануэл согласился с условием и в сентябре 1497 года пара поженилась.

## Наследница Кастильской короны. Смерть
В год заключения второго брака Изабелла была провозглашена принцессой Астурийской и наследницей Кастильской короны ввиду смерти единственного на тот момент брата принцессы, Хуана Арагонского, в сентябре 1497 года и рождения у него мёртвой дочери. Сразу же после этого Филипп, муж одной из младших сестёр Изабеллы, Хуаны, стал претендовать на корону. Католические короли, дабы пресечь притязания Филиппа, в начале 1498 года собрали в Толедо кастильский двор, где Изабелла и её супруг были приведены к присяге в качестве законных наследников Кастильской короны. Затем с той же целью был созван двор в Сарагосе. Хотя наследование трона женщиной было разрешено в Кастилии (о чём свидетельствует пример Изабеллы I), Фердинанд II сомневался, стоит ли отдавать Арагон в женские руки. Тем не менее Изабелла стала наследницей и Арагона, хотя в случае рождения у неё сына наследником престола стал бы именно он.
На момент решения вопроса о наследнике Арагонской короны Изабелла была беременна, и 23 августа 1498 года в Сарагосе она родила сына, названного Мигелом. Изабелла скончалась в течение часа после рождения мальчика. Причиной смерти, вероятно, стали постоянные посты и самобичевание или же частые поездки на поздних сроках беременности. Мигел вскоре был назван наследником Португальского королевства, Кастильской и Арагонской корон.
По просьбе Изабеллы её похоронили в монашеском одеянии в монастыре Санта-Исабель в Толедо. Перед собственной смертью Изабелла I попросила перенести тело дочери в Гранаду, где собиралась упокоиться кастильская королева, однако её желание так и не было выполнено.
Через два года после смерти первой жены и чуть больше, чем через три месяца после смерти их сына, Мануэл I женился на младшей сестре Изабеллы, Марии, от которой он отказался когда-то в пользу Изабеллы. Однако со смертью Изабеллы Мануэл утратил шанс заполучить Кастильское королевство, а со смертью самого Мануэла была утрачена и надежда объединить Иберийские королевства.

## В культуре
Изабелла является одним из персонажей испанского исторического телесериала «Изабелла»; роль принцессы исполнили Хина Лалине (2-й сезон) и Мария Кантуэль (3-й сезон).